# 歐重遙
歐重遙（1926年2月15日—）湖南江華人，中華民國陸軍中校退役軍官。抗日戰爭期間參與常德會戰與衡陽保衛戰，後隨部隊移防金門，參與古寧頭戰役。越戰期間代表國軍赴越南觀摩美軍作戰模式，對國軍空中騎兵作戰與UH-1H直升機作戰準則之制定產生深遠影響。

## 生平
歐重遙出生於湖南江華，家庭狀況較為富裕，曾接受完整初等教育，但因家庭變故而一度中斷學業。抗日戰爭期間，因兄長被徵兵，選擇代兄從軍，服役於國民革命軍第10軍暫編第54師。在服役期間，先後參與了常德會戰與衡陽保衛戰。衡陽保衛戰期間，所在部隊在極端艱苦條件下陣地堅守達47天，於此期間面臨日軍猛烈進攻及使用毒氣彈的襲擊，最終在衡陽陷落後艱難脫險。後繼續於湖南、江西地區參與對日作戰。
後隨國軍撤退，隨部隊移防金門，並參與古寧頭戰役有功，獲頒陸海空甲種二等獎章。

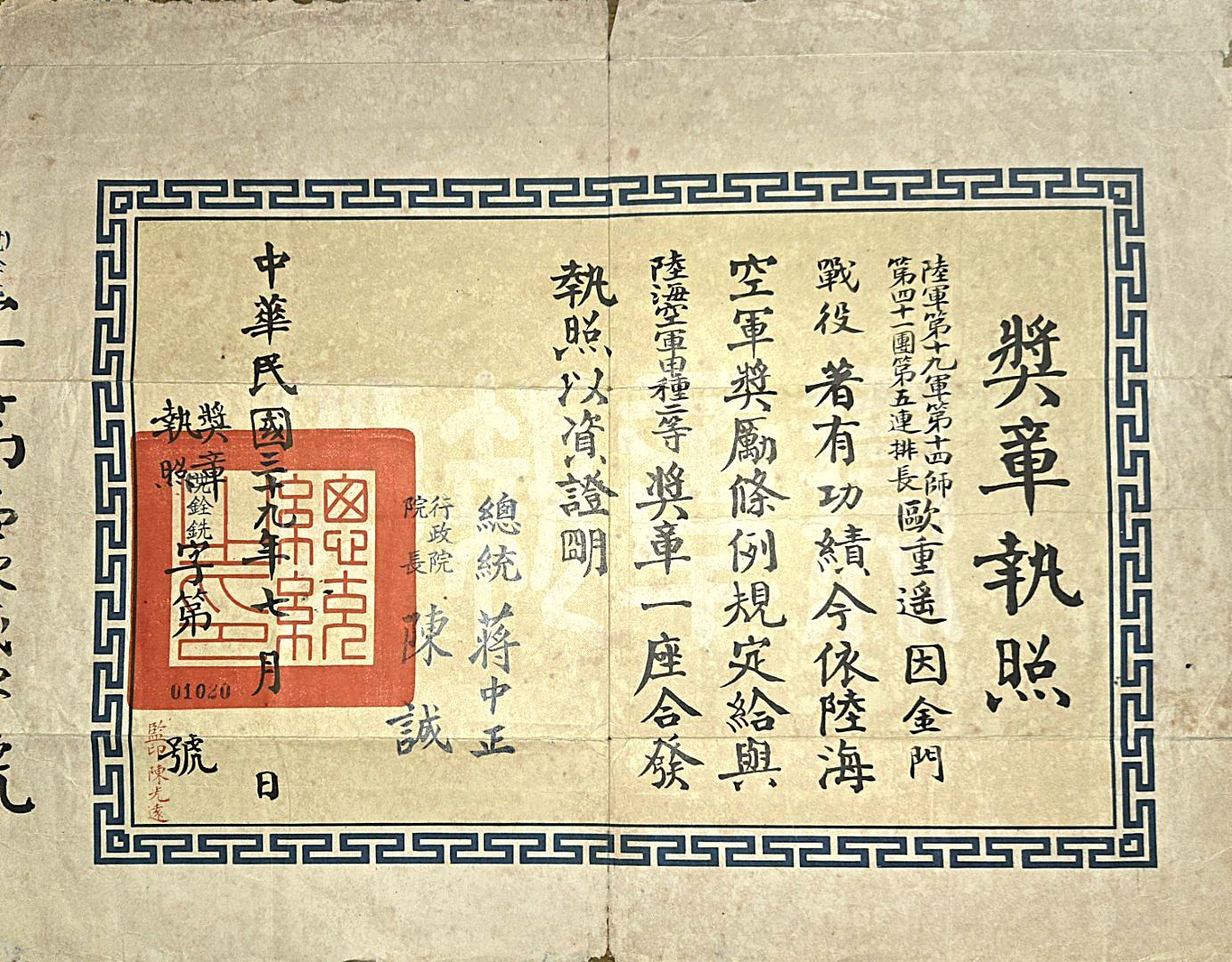
歐重遙 陸海空甲種二等獎章

回臺後，轉任軍官並於中華民國國軍空特部隊實驗中心任職。越戰期間被派遣赴越南觀摩美軍現代作戰模式，回國後參與空中騎兵作戰試驗及協助制定UH-1H直升機等武器系統之作戰準則。1977年以中校軍階退役。
2015年7月，為紀念抗戰勝利暨臺灣光復七十周年，國軍於新竹湖口基地舉辦「國防戰力展示」，當時歐重遙受邀出席並獲馬英九頒抗戰勝利紀念章，同時與美國華僑退役空軍軍官朱安琪見面，朱安琪曾在抗戰時擔任空軍飛行員，雙方交流抗戰經歷，朱安琪特別表示：「我在天上打，你在地上打。」
歐重遙亦為中華民國陸軍軍官學校（即黃埔軍校）第22期畢業生。

## 重要戰役
- 常德會戰
- 衡陽保衛戰
- 古寧頭戰役